# Свисни у вуса
Свисни у вуса (англ. Pipe the Whiskers) — американська короткометражна кінокомедія режисера Альфреда Дж. Гулдінга 1918 року.

## Сюжет
Наш герой працює двірником в будинку для престарілих, яким насправді він володіє.

## У ролях
- Гарольд Ллойд — двірник
- Снуб Поллард
- Бібі Данієлс
- Хейзел Боф
- Вільям Блейсделл
- Семмі Брукс
- Біллі Фей
- Джеймс А. Фіцджералд